# 騎士の盃
『騎士の盃』（きしのさかずき  The Cavalier's Cup  ）は、1953年に発表されたカーター・ディクスン（ディクスン・カー）名義の長編推理小説。ヘンリー・メリヴェール卿もの最後の長編である。

## あらすじ
戸締まりをし見張りもいる部屋の、鍵のかかった金庫の中に入れた財宝「騎士の盃」。この警備の厳重な部屋の中に入って盃を持ち出した者がいた。持ち主の妻・ブレイス卿夫人は、夫が夢遊病にかかり、知らずにやったのではないかと警察に相談する。
夫人の訴えと上層部からの圧力で、マスターズ警部はＨ・Ｍ卿を伴い夫妻の邸宅で捜査を開始する。

## 主な登場人物
- ブレイス卿 - 高価な財宝『騎士の盃』の所有者。夢遊病を疑われている。
- ジニー - ブレイス卿夫人。小柄なアメリカ人で、事件の依頼人。
- マスターズ警部 - 「騎士の盃」消失には、全く興が乗らなかったが、警察上層から電話がかかり、仕方なく捜査に赴く。
- ヘンリー・メリヴェール卿 - 主人公の名探偵。本作が最後の登場となる[1]。

## 提示される謎
- 不可能犯罪（部屋・見張り・金庫の「三重の密室」状態からの財宝の消失）

## 特記事項
- 冒頭で、自動車を自ら運転する若い女性の描写がある[2]。
- 作中で、Ｈ・Ｍ卿はさかんに歌の練習をしている。

## 書誌情報
- 『騎士の盃』島田 三蔵・訳 早川書房（ＨＰＢ536　1982年）
- 『騎士の盃』島田 三蔵・訳 早川書房（ハヤカワ・ミステリ文庫 6-10　2004年再版）